# Universíada de Verão de 1967
A V Universíada de Verão foi realizada em Tóquio, Japão entre 27 de agosto e 4 de setembro de 1967 e a abertura foi no Estádio Olímpico de Tóquio.
O boicote desta edição está relacionado com a participação da Coreia do Norte, o que quase levou a uma nova fragmentação do movimento esportivo estudantil internacional. A partir desta edição, a FISU passou a usar o protocolo e a nomenclatura usada pelo Comitê Olímpico Internacional (COI), já que havia uma confusão sobre o nome a ser usado pelo país, que é oficialmente conhecido por República Popular Democrática da Coreia. Este protesto, seguiu a ameaça de boicote de um grupo de países socialistas se o nome do país não fosse corrigido.[carece de fontes?]
Outro problema aconteceu durante as negociações sobre a nomenclatura correta das Federações Esportivas Universitárias Nacionais, que duraram por mais de um ano e a solução encontrada foi que a partir desta edição, as Federações passariam a ser reconhecidas por suas abreviaturas. Embora esta fórmula, é exclusiva para esse evento, ela foi aceita por todos. Faltando dois dias para a abertura, um grupo de países socialistas, declarou que não iria aceitar a nova nomenclatura, o que levou a um boicote liderado pela União Soviética e pela Alemanha Oriental, o principal motivo alegado é que, internacionalmente, a nova nomenclatura não seria reconhecida por outras instituições internacionais.[carece de fontes?]
O programa incluiu uma nova disciplina no atletismo e o judô como um novo esporte, por iniciativa do país organizador.

## Medalhas
O Quadro de medalhas é uma lista que classifica as Federações Nacionais de Esportes Universitários (NUSF) de acordo com o número de medalhas conquistadas. O país em destaque é o anfitrião.
| Ordem                                                 | País                   | Medalha de ouro | Medalha de prata | Medalha de bronze |    |  |
| ----------------------------------------------------- | ---------------------- | --------------- | ---------------- | ----------------- | -- |  |
| 1                                                     | USA Estados Unidos     | 31              | 22               | 6                 | 59 |  |
| 2                                                     | JPN Japão              | 21              | 18               | 24                | 63 |  |
| 3                                                     | FRG Alemanha Ocidental | 8               | 9                | 5                 | 22 |  |
| 4                                                     | GBR Grã-Bretanha       | 4               | 11               | 9                 | 24 |  |
| 5                                                     | FRA França             | 4               | 5                | 14                | 23 |  |
| 6                                                     | ITA Itália             | 4               | 5                | 9                 | 18 |  |
| 7                                                     | SWE Suécia             | 2               | 1                | 2                 | 5  |  |
| 8                                                     | AUS Austrália          | 2               |                  | 4                 | 6  |  |
| 9                                                     | SUI Suíça              | 2               |                  |                   | 2  |  |
| 10                                                    | KOR Coreia do Sul      | 1               | 9                | 1                 | 11 |  |
|                                                       |                        |                 |                  |                   |    |  |
| 20                                                    | BRA Brasil             |                 |                  | 4                 | 4  |  |
|                                                       |                        |                 |                  |                   |    |  |
| 21                                                    | POR Portugal           |                 |                  | 1                 | 1  |  |
| Os demais países lusófonos não conquistaram medalhas. |                        |                 |                  |                   |    |  |

## Modalidades
Essas foram as modalidades disputadas. Os números entre parênteses representam o número de eventos de cada modalidade:

### Obrigatórias
As modalidades obrigatórias são determinadas pela Federação Internacional do Esporte Universitário (FISU) e, salvo alteração feita na Assembléia Geral da FISU, valem para todas as Universíadas de Verão.
| - Atletismo (33) - Basquetebol (2) - Esgrima (7) | - Ginástica artística (3) - Natação (21) - Polo aquático (1) | - Saltos ornamentais (4) - Tênis (5) - Voleibol (2) |

### Opcional
As modalidades opcionais são determinadas pela Federação Nacional de Esportes Universitários (National University Sports Federation - NUSF) do país organizador.
- Judô (7)